# 哈丁镇区 (艾奥瓦州约翰逊县)
哈丁鎮區（英語：Hardin Township）是位於美國愛荷華州約翰遜縣的一個行政鎮區。

## 地方資料
根據2010年美國人口普查的數據，哈丁鎮區的面積為88.38平方千米，當中陸地面積為88.34平方千米，而水域面積為0.04平方千米。當地共有人口530人，而人口密度為每平方千米6人。